# ヒゴクサ
ヒゴクサ Carex japonicaはカヤツリグサ科スゲ属の植物の1つ。小穂から出る雌しべが長くてよく目立つ。

## 特長
多年生の草本で、まとまった株は作らない。細長い匍匐茎を多数出しまばらな集団を作って生える。草丈は20-40cm。葉は幅2-4mmで花茎と同程度か、より長い。基部の鞘は淡黄褐色。葉の下面は多少とも粉を吹いたような白になる。
花期は4-7月。花序は頂小穂が雄性で柄がある。側小穂は雌性で1-3個あり、下のものほど離れて着く傾向があり、長い柄があって先がうなだれる。側小穂の基部にある苞は鞘がなく、葉状部は針状のものもあるが、発達した葉状で長さ7-15cmにまでなる。頂生の雄小穂は線柱形で長さ2-4cm、長い柄がある。雄花鱗片は褐色を帯び、先端は鋭く尖る。雌性の側小穂は短い柱形で長さ1-2cm。雌花鱗片は果胞よりやや短くて淡緑色をなし、先端は鋭く尖るが、短い芒で終わることがある。果胞は卵形で長さ3.5-4mm、幅は0.9-1.2mm。稜の間には5-7の脈があり、表面は滑らか。先端の方は長い嘴になり、その先端の口は小さな2歯となる。また基部側は僅かに柄状になる。痩果は果胞に緩く包まれ、倒卵形で長さ1.8-2mm。柱頭は3つに分かれて長く、また開花後も長く残っている。
雌蘂の花柱が白くてとても長いためによく目立ち、開花時の様子はかなり特異なものになる。
和名は肥後草と思われるが、意味不明である。牧野原著(2017)には『肥後草の意味ではないのになぜ肥後というか不明』とよく分からない記述が為されている。その上で最初の採集地が肥後であった可能性が示唆されており、また別説として細い茎が竹ひごに似るので籤草の意味ではないか、と説明している。

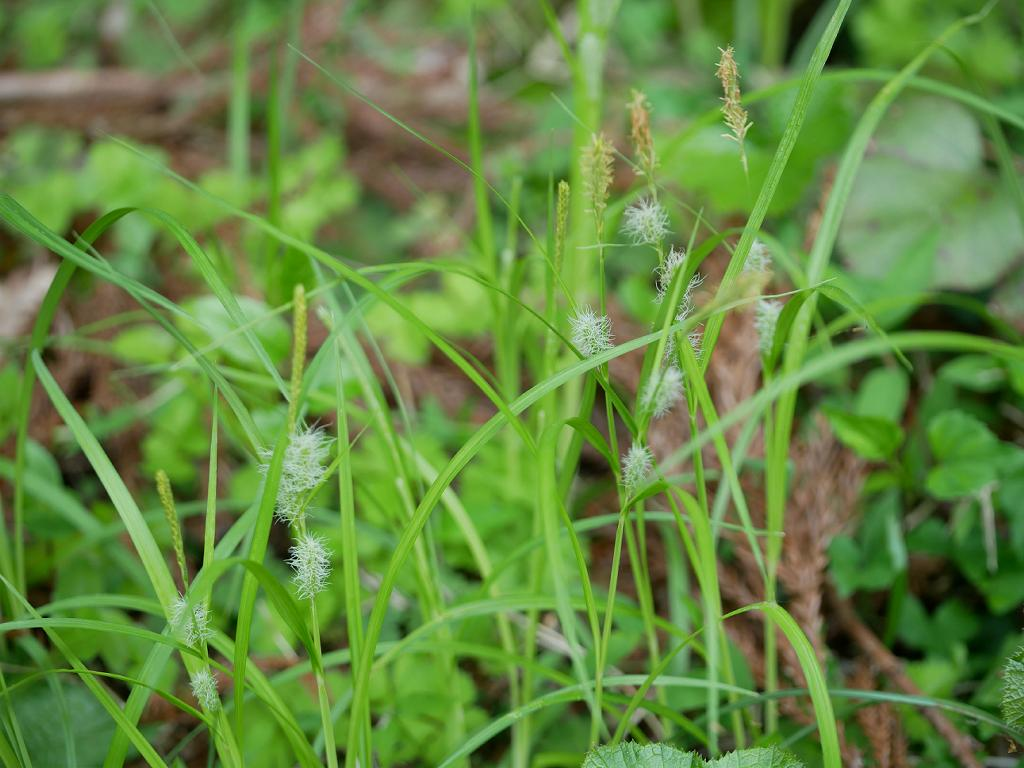
開花中のもの 間を空けた集団を作る。
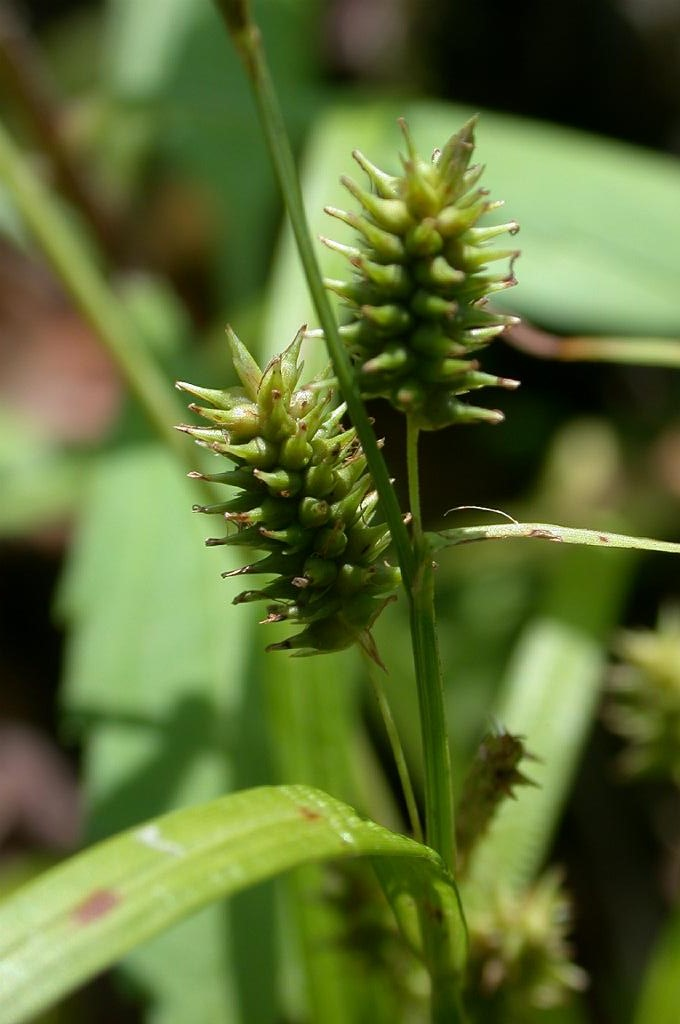
雌小穂
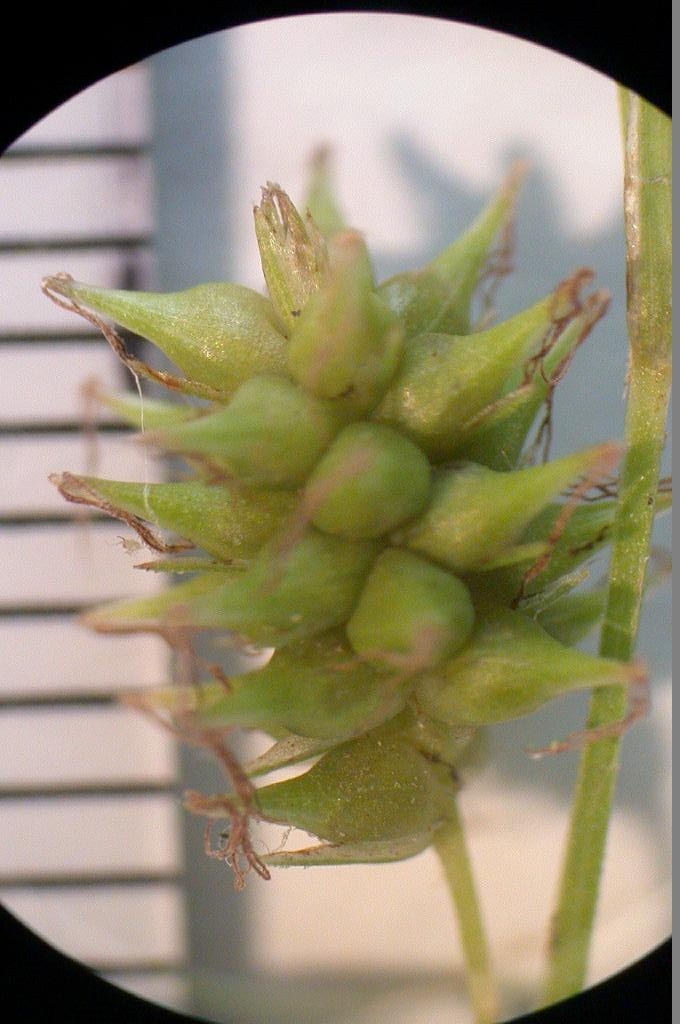
その拡大写真
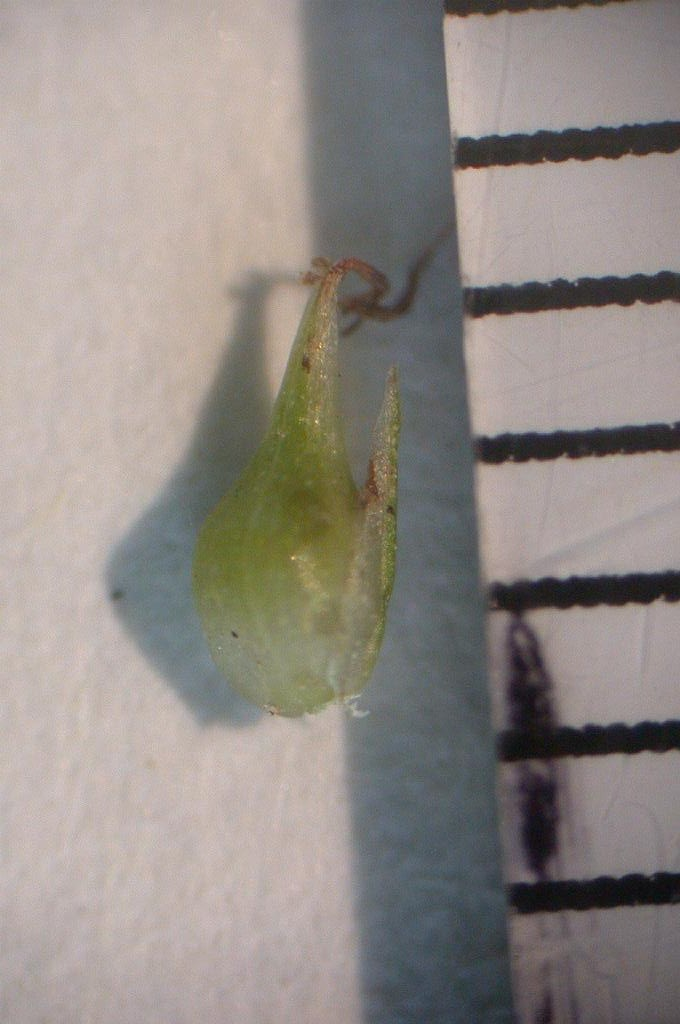
果胞と雌花鱗片
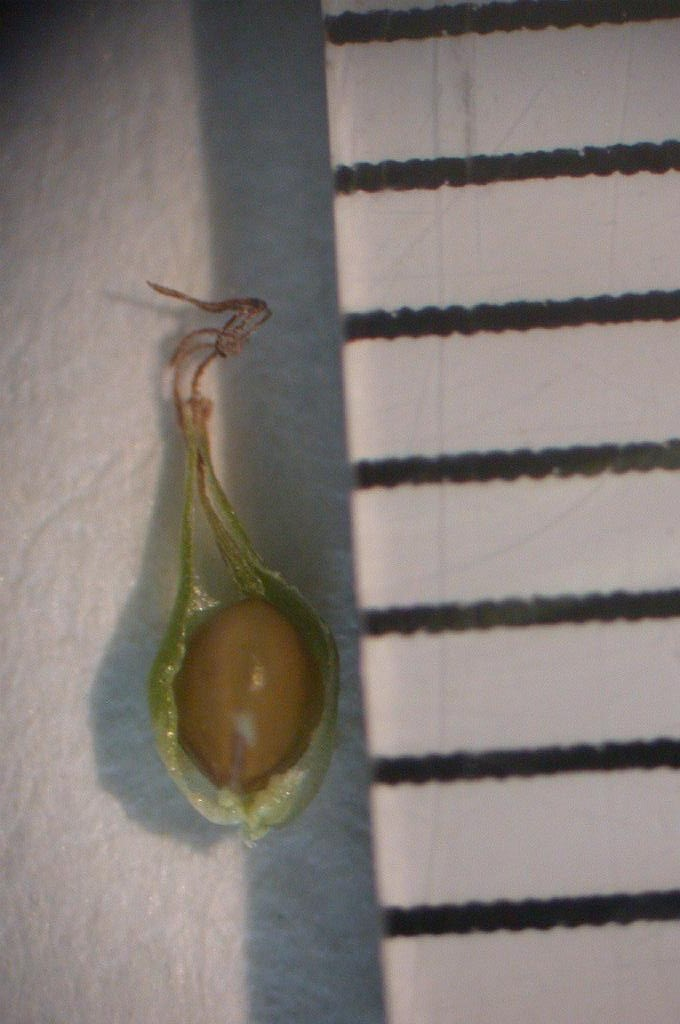
果胞を破って果実を示す

## 分布と生育環境
北海道、本州、四国、九州に分布し、国外では朝鮮半島と中国から知られる。
低山地や丘陵地の半日陰のところに出現する。植生帯としてはシイ・カシ帯からブナ帯まで跨がり、比較的普通に見られ、草原や林床だけでなく、道ばたにも出てくることがある。

## 分類など
ヒメシラスゲ節 Sect. Molliculae に含まれる。この節にはシラスゲやヒメシラスゲなど普通種も含め、日本から7種ばかりが記録されている。それらを含めても、本種は短い柱状の雌小穂が垂れることや果胞の嘴が長く尖るところ、雌しべが開花時も花後にもよく目立つことなどで区別は比較的容易なものである。
よく似た名前のエナシヒゴクサ C. aphanolepis はその名の通り、本種に似るが雌小穂に柄がなくて苞の基部に直接にくっついて出て、それに垂れない。まためしべの柱頭がさほど長くなくて宿在しない点も異なる。そのために区別は難しくないが、その外見も分布域や生育環境も似ており、時に混在してみられることもある。ただし、この種の方が少ない。

## 利害

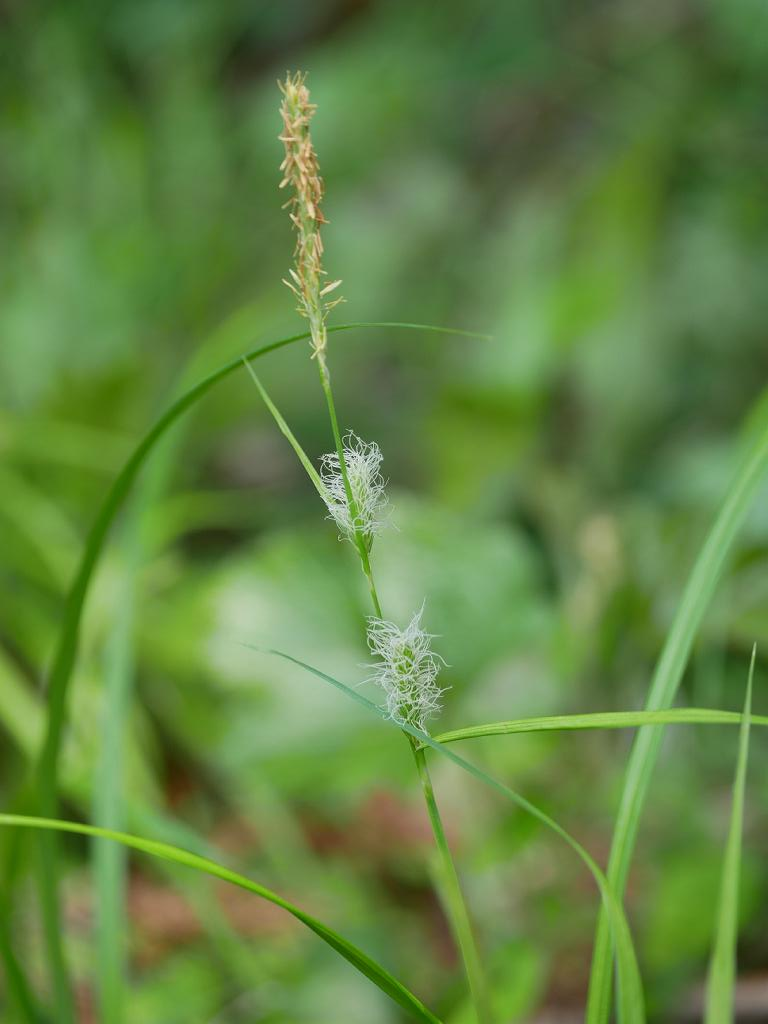
開花中の花茎
雌小穂が白い柱頭に覆われる

小柄な野草であり、特に利害はない。ただし、若干の鑑賞価値が認められることもある。スゲ属の花は花弁もない風媒花であり、目にとまりにくいものが多い。ただしその開花時期が往々に早春であり、他の花も少なく草の葉も茂っていない上、開花時には雄蘂が黄色になってふさふさと伸び出してそれなりに目を惹く。ヒメカンスゲなどはこれによってこの類の中では人目に留まりがちなものである。しかし谷城(2007)はこのような解説の元で数種のスゲの開花時の写真を示している内、本種だけは雌小穂から雌しべが一面に出ているものを示しており、本種を雌花の方で人目を引く例として取り上げているとみられる。